# Roberta Flack
Roberta Cleopatra Flack (Black Mountain, 10 de fevereiro de 1937 – Manhattan, 24 de fevereiro de 2025) foi uma cantora, compositora e pianista norte-americana que alcançou o topo das paradas da Billboard com os singles número 1 "The First Time Ever I Saw Your Face", "Killing Me Softly with His Song" e "Feel Like Makin' Love".
Roberta Flack teve grande influência no subgênero do R&B contemporâneo conhecido como quiet storm e interpretou músicas de compositores como Leonard Cohen e membros dos The Beatles.
Ela também foi a primeira artista a vencer o Grammy de Gravação do Ano em dois anos consecutivos: "The First Time Ever I Saw Your Face" ganhou em 1973 e "Killing Me Softly with His Song" venceu em 1974.

## Biografia
Roberta Flack nasceu na Carolina do Norte, e seus pais eram pianistas. Quando tinha nove anos de idade, seu pai lhe conseguiu um piano num ferro-velho que, em seu relato, "pintou de verde e cheirava mal, mas eu toquei e pratiquei por horas incontáveis naquele piano (...) Isso me deu asas da música que, como uma menina de 9 anos, eu precisava tanto". Ela ocasionalmente canta na Igreja Batista da Macedônia, em Arlington.
Com somente 15 anos de idade, foi admitida na Universidade Howard.
O single "First Time Ever I Saw Your Face" a levou ao topo da classificação da Billboard, no ano de 1972. Alcançou algumas vezes o cume das paradas, com sucessos como Killing Me Softly With His Song, que a levou a receber o prêmio Grammy.
No ano de 2016 ela sofreu um acidente vascular cerebral. Em janeiro de 2022 contraiu a COVID-19 e, mesmo com as sequelas do AVC, ainda pretendia retomar a carreira com projetos de lançar um documentário autobiográfico e um livro infantil que lembraria seu primeiro piano. Em novembro desse mesmo ano ela anunciou o fim da carreira musical, por estar com esclerose lateral amiotrófica, que dificultava-lhe a fala, embora mantivesse a intenção de continuar algumas atividades como o livro que dividia a autoria com Tonya Bolden e outras ações através de uma fundação.
Na análise de Daniel Garrán, "Roberta Flack converteu-se por méritos próprios numa das cantoras de soul mais importantes da década de 70. Suas canções, não obstante, transpassaram gêneros e atravessam um amplo espectro que abrange o pop, o folk e o jazz".
Foi realizada uma cerimônia memorial em 10 de março de 2025, na Igreja Batista Abissínia.

## Discografia
Álbuns de estúdio
- 1969 - First Take
- 1970 - Chapter Two
- 1971 - Quiet Fire
- 1972 - Roberta Flack & Donny Hathaway
- 1973 - Killing Me Softly
- 1975 - Feel Like Makin' Love
- 1977 - Blue Lights In The Basement
- 1978 - Roberta Flack
- 1980 - Featuring Donny Hathaway
- 1980 - Live & More (com Peabo Bryson)
- 1982 - I'm The One
- 1983 - Born To Love (com Peabo Bryson)
- 1988 - Oasis
- 1991 - Set The Night To Music
- 1995 - Roberta
- 1997 - The Christmas Album
- 1999 - Friends: Roberta Flack Sings Mariko Takahashi
- 2003 - Holiday
- 2012 - Let It Be Roberta: Roberta Flack Sings the Beatles